# Институт економских наука
Институт економских наука јe непрофитна научноистраживачка институција чији је оснивач Република Србија. Оснивање института је иницирао проф. др Бранко Хорват, једини кандидат са ових простора за Нобелову награду у области економије, који је и био први директор Института. Основна делатност Института су научна истраживања из различитих области економских наука. Током више од шездесет година постојања, Институт економских наука се развија у складу са принципима изврсности и слоганом „Cognoscere est mutare“ - спознаја нас мења.

## Историјат
Институт економских наука основан је 1958. године као Одељење за економска истраживања и методологију планирања Савезног завода за привредно планирање. Под тим именом деловао је до 1963. године, када је Уредбом Савезног извршног већа (СИВ-а) формиран као Југословенски институт за економска истраживања. У 1969. години Институт је добио назив Институт економских наука, који носи и данас. Одлуком Скупштине СР Србије из 1977. године, Република Србија је преузела вршење оснивачких права према Институту економских наука из Београда. Исте године Институт иницира оснивање Заједнице научноистраживачких организација чији је и данас члан, и чије се седиште налази у згради Института. Институт економских наука 1985. године потписује уговор са Светском банком на основу којег библиотека ИЕН-а постаје депозитарна библиотека ове реномиране институције, а 1992. године преузима комплетну документацију Информационог центра Уједињених нација.
У периоду 2011-2018. година ИЕН је обављао улогу локалне канцеларије програма RRPP (Reginal Research Promotion Programme in Western Balkans) који је у потпуности финансирала Швајцарска агенција за развој и сарадњу. У 2014. години у оквиру ИЕН-а основан је „Центар за податке у друштвеним наукама Републике Србије“ (SER.DAC). Крајем 2018. године је на свечаној академији обележено 60 година од оснивања института. Решењем Министарства просвете, науке и технолошког развоја Републике Србије из 2019. године (Акредитација Института Архивирано на веб-сајту  (14. јул 2020)), Институт економских наука у Београду је поново акредитован као научни институт у области друштвених наука — економија, за обављање научноистраживачке делатности од општег интереса, у складу са Законом о научноистраживачкој делатности. На основу решења Министарства, Институт економских наука у Београду уписан је у Регистар научноистраживачких организација.

### Директори (од 1958. године до данас)[1]
- Др Бранко Хорват (од 1958. до 1973)
- Др Жарко Мркушић (од 1973. до 1976)
- Др Зоран Попов (од 1976. до 1981)
- Др Звонимир Маровић (од 1981. до 1986)
- Др Михаел Длеск (од 1986. до 1988)
- Др Часлав Оцић (од 1988. до 1989)
- Др Томислав Поповић (од 1989. до 1999)
- Др Војислав Бајић (од 1999. до 2001)
- Др Миле Јовић (од 2001. до 2004)
- Др Божо Драшковић (од 2004. до 2006)
- Др Дејан Ерић (од 2006. до 2015)
- Др Јован Зубовић (од 2015)

Данас је Институт економских наука модерна научноистраживачка институција. Пратећи савремене трендове у научним и примењеним активностима ИЕН је успео да изгради високу репутацију у земљи, региону и Европској унији. У 2021. години, Институт економских наука има 49 запослених, од којих је 42 истраживача Архивирано на веб-сајту  (5. март 2021).

## Научноистраживачка делатност и пројекти[2]
Подручје делатности Института економских наука је широко, почев од израде макроекономских студија, пројекција и предвиђања, преко анализа међународних економских односа, стања светске привреде и међународне трговине, израде студија и стратегија привредног, регионалног и одрживог развоја, секторских економских политика, до великог броја пројеката за потребе привредних субјеката. Такође, значајна делатност Института економских наука се односи на пружање врхунских услуга из домена сарадње са привредом, иновирања знања, тренинга и образовања.
Научноистраживачка делатност Института економских наука организована је кроз рад шест департмана:
- Макроекономија,
- Економија благостања,
- Економија животне средине,
- Дигитална економија,
- Економска теорија и историја,
- Економија иновација.

Научноистраживачке и пројектне активности Архивирано на веб-сајту  (13. јул 2020) за предмет имају широк спектар теоријских, економских, социјалних и развојних подручја. По нивоу општости, пројекти се крећу од интернационалних до локалних и посебно примењених, везаних за развој предузећа, установа и региона. Тематски спектар је изузетно широк и обухвата скоро сва подручја савремене економске науке и праксе.
Оперативне активности ИЕН се спроводе кроз функционисање ћеторо центра:
- Центар за основна истраживања,
- Центар за међународну сарадњу,
- Центар за сарадњу са привредом,
- Центар за стратешку сарадњу.

Научноистраживачке и пројектне активности Института економских наука реализују се у сарадњи са Министарством просвете, науке и технолошког развоја Републике Србије, Фондом за науку Републике Србије, као и јавним и приватним предузећима. У исто време истраживачи Института економских наука учесници су у респектабилном броју међународних пројеката.
Институт економских наука организатор је и међународне научне конференције која сваке године окупља истраживаче из различитих земаља света. На годишњој конференцији која је организована 2020. године Архивирано на веб-сајту  (27. мај 2021) у току трајања пандемије COVID19, било је 90 учесника из 14 земаља света.

## Издавачка и едукативна делатност
Поред истраживачке делатности, Институт економских наука успешно публикује два научна часописа: Economic Analysis: Applied Research in Emerging Markets и Journal of Women’s Entrepreneurship and Education, стручне часописе SEE-6 Economic Outlook и Национална мрежа средњих предузећа у Републици Србији - Газеле, као и монографије домаћег и међународног карактера.
Изузетан допринос едукативној делатности у Србији, Институт економских наука остварује организовањем „Летње школе економије“ Архивирано на веб-сајту  (28. јул 2021). Од 1998. године Школа полазницима даје могућност да се упознају са основама теоријске и примењене економетрије. Реч је о јединственом едукативном програму на подручју Западног Балкана, који је протеклих година привлачио истакнуте предаваче, младе истраживаче и перспективне студенте из свих делова света. Поред тога, 2017. године, ИЕН оснива Центар за професионалне вештине Архивирано на веб-сајту  (15. мај 2021) у оквиру којег се организују различите врсте програма, обука, семинара и тренинга из области примењене економије.  